# Полично
Полично — деревня в Гдовском районе Псковской области России. Входит в состав городского поселения «Гдов» Гдовского района.
Расположена в 6 км к северу от Гдова.

## Население
| 2001 | 2002 | 2010 |
| ---- | ---- | ---- |
| 234  | ↗272 | ↘200 |

Численность населения деревни по оценке на 2000 год составляет 234 жителя, на 2009 год — 282 жителя.

## История
До 2005 года деревня входила в состав ныне упразднённой Гдовской волости.

## Достопримечательности
Церковь Николая Чудотворца
Обиходные названия: Никольская церковь; Николаевская церковь; Николы церковь; Николы Угодника церковь; Николая Мирликийского церковь; Свято-Никольская церковь; Святоникольская церковь.
Небольшая кирпичная церковь, построенная в 1902 (1903 ?) по проекту П. Ф. Пономарева, вероятно, как часовня. Кубическая постройка с притвором. Закрыта не позже 1930-х, до 2000-х уцелели только стены. В кон. 2000-х отреставрирована, сооружен новый купол, освящена как церковь.
Памятник колхознице